# Perućica

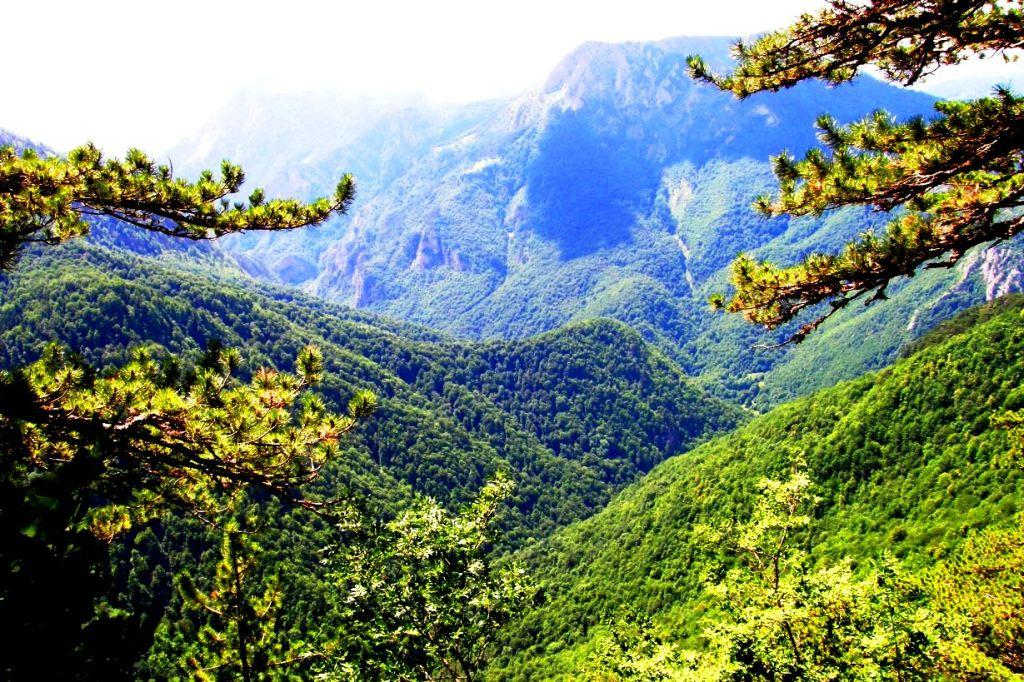
Pohled na Perućici.

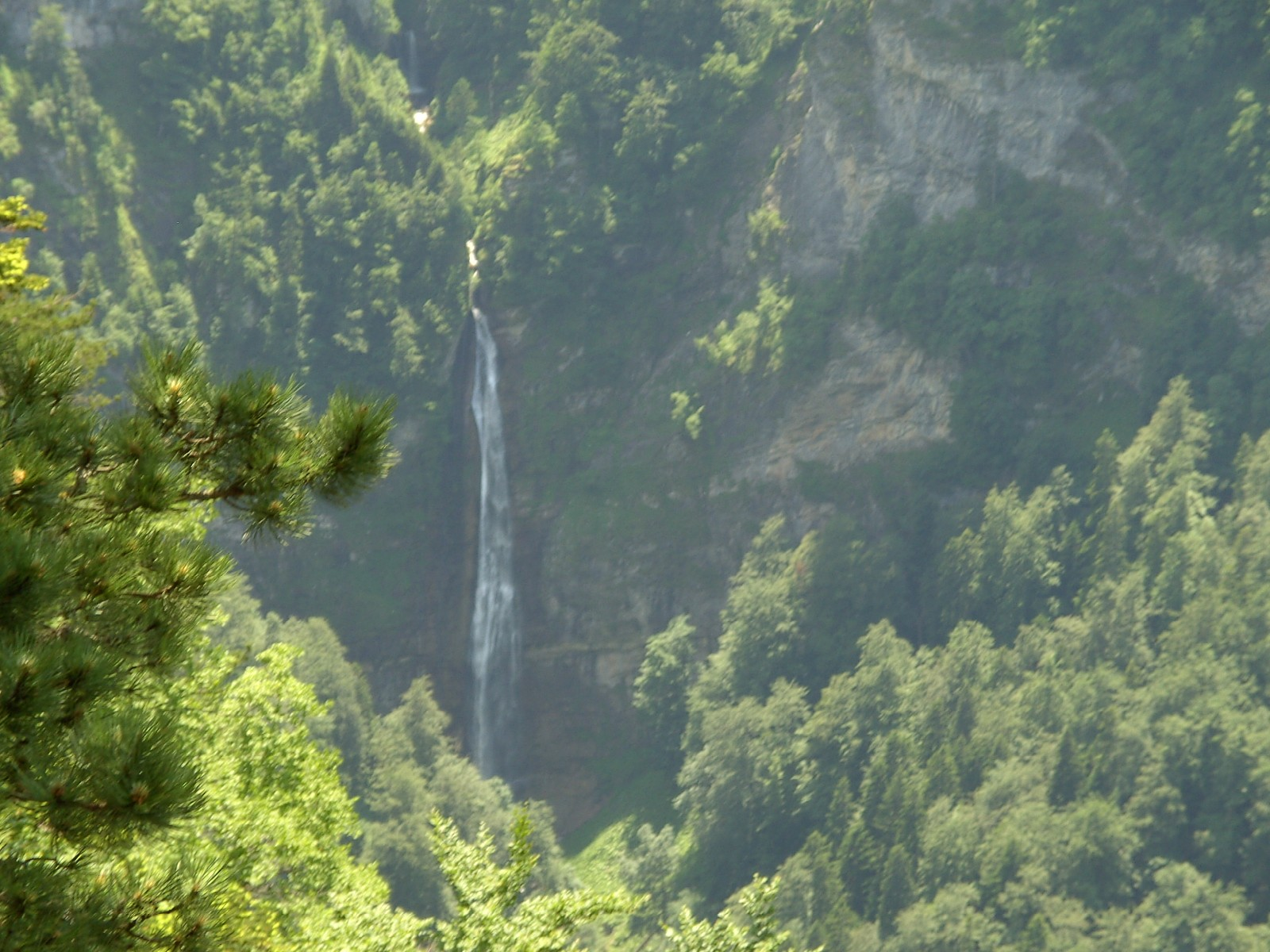
Vodopád Skakavac.

Perućica (v srbské cyrilici Перућица) je prales, který se nachází v národním parku Sutjeska na jihovýchodě Bosny a Hercegoviny, u hranice s Černou Horou. Bývá také označován jako jeden z posledních pralesů na území Evropy.
Prales se táhne od údolí řeky Sutjesky po obou stranách širokého horského údolí až k horskému masivu Maglić na hranici s Černou Horou, kde končí. Nachází se v nadmořské výšce 700–2100 m n. m.
Prales nebyl nikdy dotčen působením člověka. Nachází se zde spousta stromů, které jsou staré i více než 300 let. Některé stromy mají výšku přes 50 m. Nalezeno zde bylo 170 druhů dřevin, okolo 1000 druhů rostlin. Většinu lesní pokrývky tvoří jehličnany. Prales je přístupný veřejnosti pouze se svolením odpovědných osob národního parku Sutjeska, vede tudy nicméně přístupná turistická trasa k Trnovačskému jezeru.
Prales je znám také díky vodopádu Skakavac, který má výšku 75 m.
Poté, co byl vyhlášen v roce 1952 národní park, vydala vláda republiky Bosny a Hercegoviny rozhodnutí o tom, že území Perućica o rozloze 1234 ha přestane být předmětem standardního lesního hospodářství. Místo toho se stala Perućica přísně hlídanou přírodní rezervací uvnitř národního parku a byl zde prováděn výzkum. Od roku 1954 se plocha chráněné oblasti rozšířila o dalších 200 ha.